# Asesinato de Larry Payne
Larry Payne fue un adolescente afroestadounidense de dieciséis años que resultó asesinado después de una marcha en apoyo de la huelga de saneamiento de Memphis, el jueves 28 de marzo de 1968, en Tennessee. Fue la única víctima mortal ese día, aunque el New Pittsburgh Courier reportó 60 heridos y 276 arrestos.
Martin Luther King llamó por teléfono a la madre de Payne, Lizzie, para consolarla después del asesinato de su hijo por el agente de policía Leslie Jones.

## Crimen
Versiones contradictorias describen el saqueo que ocurrió junto con la marcha del jueves 28 de marzo de 1968, que llevó a un toque de queda en toda la ciudad y el alcalde Loeb llamando a la Guardia Nacional.
Según varios testigos, cuando Payne salió de un sótano en el desarrollo de viviendas Fowler Homes, el agente de policía Leslie Jones le apoyó una escopeta en el estómago; disparó y lo mató. Payne supuestamente tenía las manos levantadas y le pidió al agente que no disparara.
Jones más tarde afirmó que Payne sostenía un cuchillo de carnicero grande cuando salió del sótano, una declaración negada por los testigos del asesinato. El gran jurado del condado de Shelby no presentó cargos y el Departamento de Justicia declaró que no había pruebas suficientes para procesar a Jones, cuando lo investigaba por violación a los derechos civiles.

## Funeral
Hubo un velatorio de cinco horas el día antes del funeral el lunes 1 de abril de 1968. Seiscientos asistieron a su funeral en el Templo Clayborn el martes. Los trabajadores de saneamiento en huelga, los miembros del clero y los representantes de la televisión nacional estuvieron presentes, así como los estudiantes y profesores de la Escuela Secundaria Mitchell Road, donde Payne cursaba antes de su muerte.
El reverendo de la Iglesia Bautista de Nueva Filadelfia, dio el panegírico titulado «El hombre es como la hierba y es cortado en varias etapas de la vida». Sorprendentemente, el pastor no hizo ninguna referencia a las circunstancias inusuales de la muerte de Payne. La madre de Payne, Lizzie Mason, tuvo que ser retirada de la iglesia porque estaba muy nerviosa. The Washington Post la citó diciendo: «Te mataron como un perro».

## Efectos
King planeó visitar a la madre de Payne durante su próxima visita a Memphis, pero fue asesinado antes de que pudiera ocurrir. Fue asesinado siete días después del asesinato de Payne, el 4 de abril de 1968, cuando regresó a Memphis en un esfuerzo por celebrar una marcha pacífica sin ser atacado por el saqueo y la violencia.
Después de la muerte de Payne, su madre Lizzie se mudó a Flint; una ciudad del estado de Míchigan.